# Panakeia

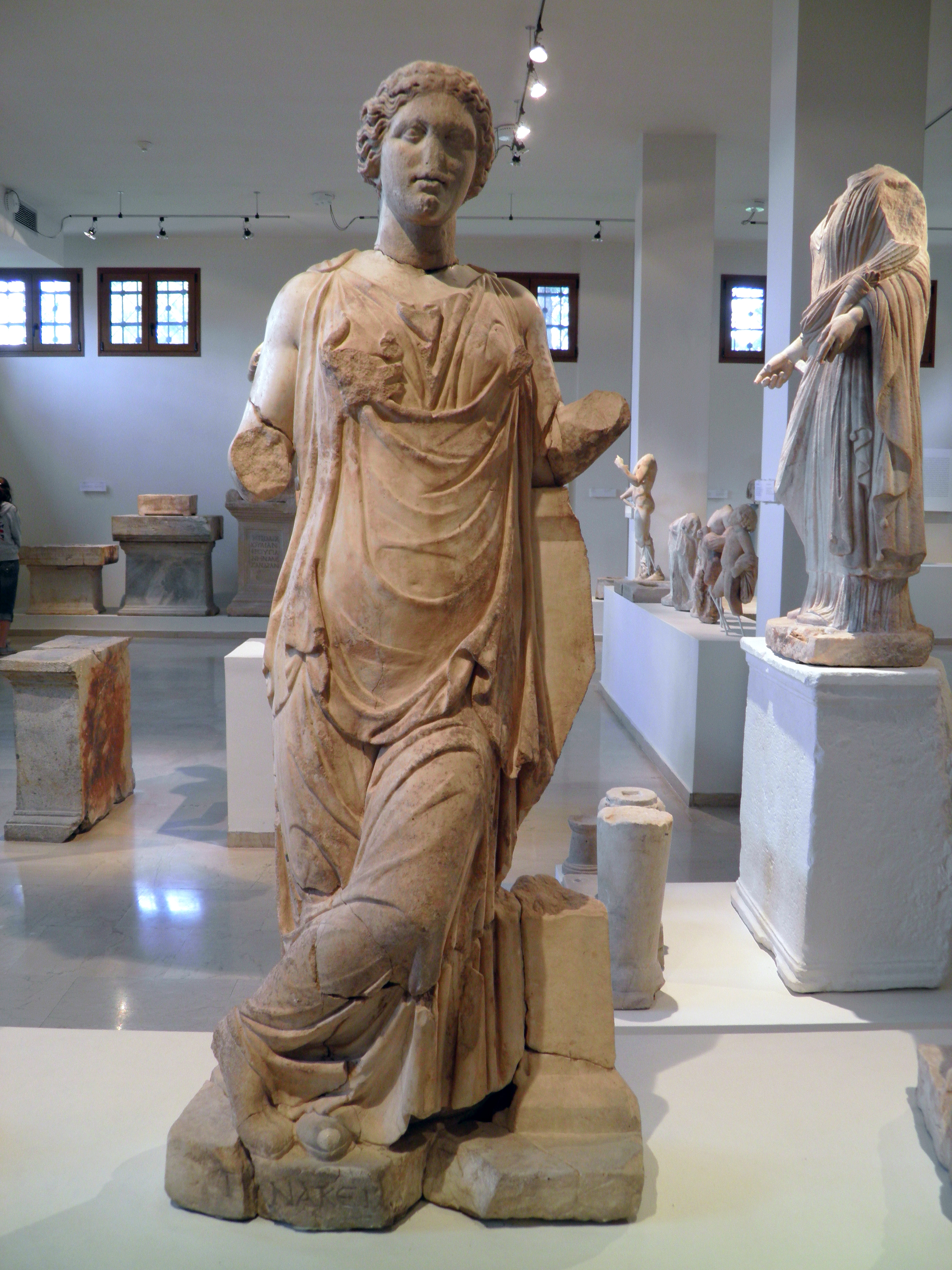
Socha Panakeie, 2. století, Archeologické museum v Dionu

Panakeia „všeléčící“ (starořecky Πανακεια, latinsky Panacea) je řecká bohyně léčení, dcera boha lékařství Asklépia a sestra dalších bohyň léčení Hygieie, Iasó, Aiglé a Akésó. V antické literatuře se objevuje jen sporadicky: zapřísahal se jí Hippokratés ve své přísaze a Aristofánes ji zmiňuje ve své komedii Plútos. Pausaniás ve své Cestě po Řecku uvádí že v chrámu héroa Amfiaráa v Oropu se nacházel oltář zasvěcený zároveň Panakeii, Afroditě, Hygieii, Iasó a Athéně Paiónii „Léčitelce“. Nápis z města Erythrai a byzantský slovník Suda zmiňuje kromě jejího otce Asklépia také její matku Epioné.
Přísahám při Apollónovi, lékaři, při Asklépiovi, Hygieii a Panakeii a při všech bozích a bohyních, které si beru za svědky, že budu podle svých schopností a podle svého svědomí dodržovat tuto přísahu a smlouvu.
Hippokratova přísaha, 5./6. století př. n. l.